# وليام رايس
وليام رايس (بالإنجليزية: William "Bill" Rice)‏ هو ممثل أمريكي، ولد في 1931 في الولايات المتحدة، وتوفي في 23 يناير 2006 بمانهاتن في الولايات المتحدة بسبب سرطان الرئة.

## وصلات خارجية
- وليام رايس على موقع IMDb (الإنجليزية)
- وليام رايس على موقع قاعدة بيانات الأفلام العربية
- وليام رايس على موقع قاعدة بيانات الأفلام العربية
- وليام رايس على موقع ألو سيني (الفرنسية)
- وليام رايس على موقع ألو سيني (الفرنسية)
- وليام رايس على موقع أول موفي (الإنجليزية)
- وليام رايس على موقع أول موفي (الإنجليزية)
- وليام رايس على موقع قاعدة بيانات الأفلام السويدية (السويدية)
- وليام رايس على موقع قاعدة بيانات الفيلم (الإنجليزية)
- وليام رايس على موقع كينوبويسك (الروسية)